# Копаліс-Біч (Вашингтон)
Копаліс-Біч (англ. Copalis Beach) — переписна місцевість (CDP) в США, в окрузі Ґрейс-Гарбор штату Вашингтон. Населення — 447 осіб (2020).

## Географія
Копаліс-Біч розташований за координатами 47°7′51″ пн. ш. 124°10′17″ зх. д. / 47.13083° пн. ш. 124.17139° зх. д. (47.130884, -124.171451).  За даними Бюро перепису населення США в 2010 році переписна місцевість мала площу 9,83 км², з яких 9,48 км² — суходіл та 0,35 км² — водойми.

## Демографія
Згідно з переписом 2010 року, у переписній місцевості мешкало 415 осіб у 196 домогосподарствах у складі 101 родини. Густота населення становила 42 особи/км².  Було 419 помешкань (43/км²).
Расовий склад населення:
| - 88,0 % — білих - 5,3 % — корінних американців - 0,7 % — чорних або афроамериканців - 0,7 % — азіатів - 1,2 % — осіб інших рас |

До двох чи більше рас належало 4,1 %. Частка іспаномовних становила 2,2 % від усіх жителів.
За віковим діапазоном населення розподілялося таким чином: 14,0 % — особи молодші 18 років, 61,9 % — особи у віці 18—64 років, 24,1 % — особи у віці 65 років та старші. Медіана віку мешканця становила 51,9 року. На 100 осіб жіночої статі у переписній місцевості припадало 102,4 чоловіків;  на 100 жінок у віці від 18 років та старших — 98,3 чоловіків також старших 18 років.
Цивільне працевлаштоване населення становило 140 осіб. Основні галузі зайнятості: мистецтво, розваги та відпочинок — 72,9 %, роздрібна торгівля — 27,1 %.